# Acadêmicos do Universo
A Grêmio Recreativo Escola de Samba Acadêmicos do Universo é uma escola de samba da cidade de São Gonçalo, Rio de Janeiro. Está situada no bairro do Gradim.

## História
Com vários carnavais disputados, em 2009 alcançou a quarta colocação, seu melhor resultado até então, com 94,5 pontos. Já no Carnaval 2010, obteve pela primeira vez o título do Carnaval Gonçalense, com enredo em homenagem à cidade de Casimiro de Abreu.
Em 2011 a escola veio com o enredo "Miscigenação, um povo chamado Brasil" de autoria do carnavalesco Índio Garcia, sendo bicampeã do carnaval local.
No carnaval seguinte, foi apenas a terceira colocada. Em 2013, levou par a avenida o batidão do funk de DJ Malboro como tema de seu enredo, tendo Leonardo Bessa como um de seus intérpretes, sendo novamente campeã.

## Segmentos

### Presidentes
| Nome          | Mandato        | Ref.  |
| ------------- | -------------- | ----- |
| Rogerio Baldi | ? - atualidade | [ 4 ] |

### Presidentes de honra
| Nome         | Mandato        | Ref.  |
| ------------ | -------------- | ----- |
| Adriano Faca | ? - atualidade | [ 5 ] |

### Intérprete
| Nome      | Mandato                       |
| --------- | ----------------------------- |
| 2007-2011 | Thiago Cubango                |
| 2012      | Bruninho e Zizico             |
| 2013      | Nem Mocidade e Leonardo Bessa |
| 2014-2016 | Nem Mocidade                  |

### Diretores
| Ano  | Diretor de Carnaval | Diretor geral de harmonia | Mestre de bateria | Ref.  |
| ---- | ------------------- | ------------------------- | ----------------- | ----- |
| 2015 | Peixe e Merrés      | Georgia e Chicão          | Claudinho         | [ 5 ] |

### Coreógrafo
| Ano  | Nome | Ref. |
| ---- | ---- | ---- |
| 2016 |      |      |

### Casal de Mestre-sala e Porta-bandeira
| Ano  | Nome                            | Ref.  |
| ---- | ------------------------------- | ----- |
| 2015 | Felipe Mendes e Raphaella Silva | [ 5 ] |
| 2016 |                                 |       |

### Rainhas de bateria
| Período | Rainha | Madrinha | Ref. |
| ------- | ------ | -------- | ---- |
| 2016    |        |          |      |

## Carnavais
| Ano  | Colocação          | Divisão            | Enredo | Carnavalesco       | Ref   |
| ---- | ------------------ | ------------------ | --- | ------------------ | ----- |
| 2007 | Grupo de avaliação | Grupo de avaliação | Gás, útil, lucrativo e universal                                                                                    | Índio Garcia       |       |
| 2008 | Campeã             | Grupo B            | Terra, água, fogo e Ar: Os elementos em movimento                                                                   | Índio Garcia       |       |
| 2009 | 4º lugar           | Grupo A            | O amor no Universo do Carnaval                                                                                      | Índio Garcia       |       |
| 2010 | Campeã             | Grupo A            | A universo conta e canta Casimiro de Abreu - o poeta da saudade                                                     | Índio Garcia       |       |
| 2011 | Campeã             | Grupo A            | Miscigenação - Um Povo Chamado Brasil Compositores:Thiago do Porto, Shazam e Guga Martins                           | Índio Garcia       | [ 2 ] |
| 2012 | 3º lugar           | Grupo A            | Voar, Voar, Subi, Subi a Universo levanta a pipa na avenida                                                         | Alex               |       |
| 2013 | Campeã             | Grupo A            | A Universo no bastidão do DJ Marlboro                                                                               | Sérgio Tijuca      | [ 3 ] |
| 2014 | Vice-Campeã        | Grupo A            | A Universo nas Garras do tigre - O Tigre é de São Gonçalo Vermelho e Branco até morrer...                           | Chayenne Velasquez |       |
| 2015 | Campeã             | Grupo A            | A Universo faz a festa na avenida                                                                                   | Chayenne Velasquez | [ 5 ] |
| 2016 | Não Desfilou       | Grupo A            | Balança menina faceira, Alcione Compositores: Evaldo, Jedir Brisa, Multinho, J.J. Thompson e Floriano do Caranguejo | Bruno Faria        |       |